# (51655) Susannedmond
(51655) Susannedmond – planetoida z pasa głównego asteroid okrążająca Słońce w ciągu 4 lat i 162 dni w średniej odległości 2,7 j.a. Została odkryta 1 maja 2001 roku w Crescent Butte Observatory przez Edwina Sheridana. Nazwa planetoidy pochodzi od Susanne Marie Emond, prywatnej dietetyk i wieloletniej przyjaciółki odkrywcy. Przed jej nadaniem planetoida nosiła oznaczenie tymczasowe (51655) 2001 JA.